# Pintor de Neso
El Pintor de Neso, también conocido como Netos o Pintor Nettos, fue un pionero de la pintura ática de figuras negras .Se le considera el primer ateniense en adoptar el estilo corintio que desarrolló su propio estilo e introdujo innovaciones. El pintor de Neso es a menudo conocido por ser uno de los pintores originales de figuras negras. Solo trabajó en este estilo, que se muestra en el vaso con su nombre en el Museo Arqueológico Nacional de Atenas. La mayoría de las cerámicas conocidas del pintor de Neso fueron encontradas en cementerios y morgues.
Para la época que nos ocupa es la primera personalidad de un alfarero que nos llega claramente definida, y que fue la primera gran personalidad de la nueva cerámica ática lo atestigua la presencia de un vaso suyo en Italia, el primer vaso ático encontrado en un territorio que hasta entonces había sido monopolio comercial corintio; el fragmento que ha llegado hasta nosotros se conserva ahora en Leipzig, y fue encontrado en Caere, en Etruria.

## Vaso epónimo
En el cuello de un ánfora en el Museo Arqueológico Nacional de Atenas, denominada Ánfora de Neso, el pintor representó a Neso luchando contra Heracles. La figura también está marcada con el nombre “Netos”, la forma ática dialectal del nombre Neso. John Beazley, autoridad en pintura de vasos áticos, atribuyó el nombre de "El pintor de Neso" a este artista. Más tarde, tras nuevos hallazgos en Atenas y en un cementerio fuera de la ciudad, concretamente en Vari las pinturas de quimera fueron identificadas con este pintor y Beazley trató de usar el nombre de “Pintor de las quimeras”, pero no tuvo aceptación general. Aunque muchos escultores griegos firmaron sus obras en frisos esculpidos, los pintores de vasos no firmaron a menudo sus obras, permaneciendo desconocidos hasta que historiadores como Beazley les dieron nombres modernos.

## Estilo y temas

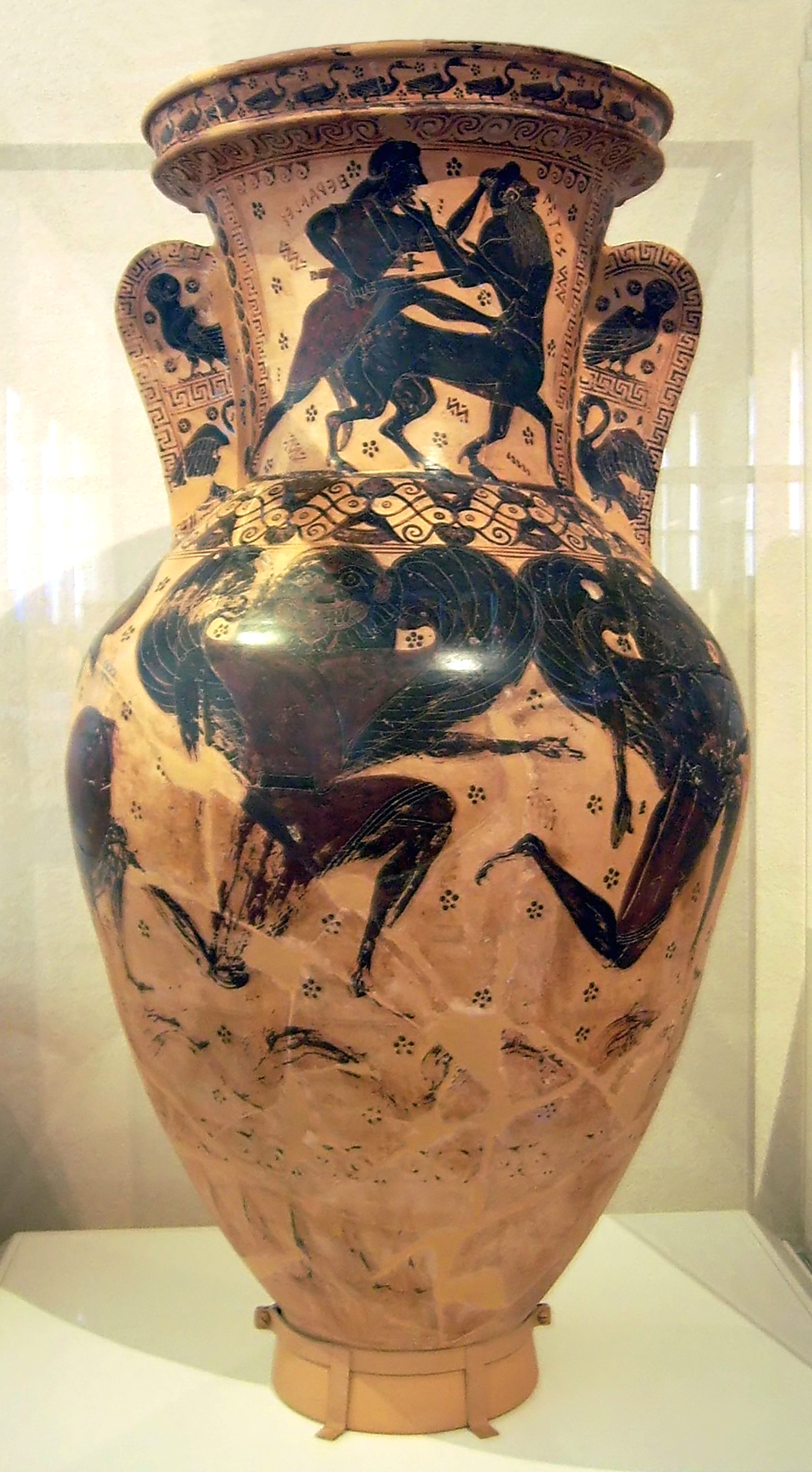
Vaso epónimo, en el Museo Arqueológico Nacional de Atenas.

Muchas de las obras conocidas del artista presentan personajes de mitos y leyendas griegas. En el cuello de un vaso del protoático medio del siglo VII  a. C., conservado en el Museo Arqueológico Nacional de Atenas, el pintor representó a Neso luchando contra Heracles. En esta representación, Heracles se mueve de izquierda a derecha, en dirección contraria a la que tomaría un vencedor, lo que hace pensar que la mayoría de las vasos del pintor de Neso se encuentran en entornos funerarios. Las primeras obras del pintor recuerdan al estilo protocorintio, utilizando una ornamentación que llena el espacio como la del Pintor de Berlín. El vaso “Neso” muestra al artista estableciendo un estilo distinto del estilo corintio, que en esta etapa (finales del siglo VII  a. C.) se caracterizaba por los campos de arcilla clara y el dibujo de contornos. La ornamentación y el dibujo de contorno era la distinción crítica del nuevo estilo de figuras negras. La mayor parte de su trabajo se sitúa en el último cuarto del siglo VII  a. C., durante la transición del protocorintio al corintio. Durante este tiempo no abandonó completamente el dibujo de contornos, pero al usar dos o más líneas grabadas introdujo una nueva nitidez y sugerencia de forma - más particularmente con rizos, plumas y diseños de resortes.
El pintor de Neso también utilizó el estilo de figuras negras junto con artistas como Exequias y Sófilos. Este estilo puede haber contribuido al realismo ateniense. El estilo de figuras negras se originó en Corinto, pero se hizo muy popular entre los atenienses. El realismo ateniense también puede haber comenzado con la pintura de figuras negras. La pintura del vaso con el nombre de Neso utiliza emociones representadas a través de la historia de Heracles matando a Neso. Según Martin Robertson, el Pintor de Neso es considerado por los historiadores como el vínculo esencial entre la pintura clásica de la cerámica ática y el nuevo estilo corintio, que utiliza motivos de animales y figuras y escenas mitológicas. Es parco en su uso del blanco opaco, pero a menudo utiliza el pigmento rojo para intensificar el color rojo de la arcilla. John Boardman teoriza que la pintura de figuras egipcias puede haber influido en el Pintor de Neso y sus contemporáneos, ya que los egipcios usaban el blanco para significar que un rostro pertenecía a una mujer y el rojo para indicar que pertenecía a un hombre. Scullard sostiene que Grecia no produjo cerámica de figuras negras, lo que contribuyó a la demanda de vasos importados en un estilo que se hizo popular entre los ciudadanos que habían viajado a Atenas. Tampoco se conocía a Grecia por producir cerámica centrada en temas religiosos, lo que hizo que Atenas y artistas como el Pintor de Neso fueran aún más populares entre los viajeros extranjeros.
Los mitos de Heracles originaron la fascinación de los etruscos por el semidios y las historias de sus viajes al inframundo y el ascenso al Monte Olimpo para vivir con los dioses después de su muerte. El mito retratado en la nave muestra a Heracles intentando rescatar a Deyanira del centauro Neso al que dispara con su flecha. La historia involucra a Deianira y Heracles convocando al centauro Neso a cruzar el río Eveno para escapar de Eneo que estaba molesto por el asesinato de su sobrino. Heracles cruza el río primero, dejando a Deyanira con Neso que intenta violarla. Heracles, estando tan lejos solo puede usar su arco y flechaa para disparar a Neso. Mientras Neso yace moribundo, ofrece a Deyanira algo de su sangre para usarla como poción de amor para Heracles. Sin que ella lo sepa, su sangre es venenosa. Finalmente, Deyanira, celosa de las muchas conquistas sexuales de Heracles, unta la sangre de Neso en el manto de Heracles, quemando su piel, volviéndolo loco y matándolo. El vaso también tiene una representación de Deyanira cabalgando en un carro con cuatro caballos, una escena que ocurre después de que Heracles ha salvado a Deyanira y regresa para golpear al centauro una vez más para asegurarse de que está muerto. Este mito fue tan popular entre los etruscos que terminaron comprando muchas vasijas que representaban la escena.
Otro rasgo distintivo del Pintor de Neso era la escala de algunas de sus obras, que alcanzaba más de un metro de altura, llegando en ocasiones hasta los diez metros. Estos vasos de grandes dimesiones (cráteras «esquifoides») están provistos de una cubierta abombada y de un pie alto cónico (piezas maestras de las excavaciones en Vari). Una gran ánfora de cuello, su ya mencionado vaso epónmo, y una nueva invención del barrio de los alfareros, el Cerámico, es el ánfora panzuda, cuyas líneas continuas ofrecne una superficie más grande para la decoración figurativa, aunque hay numerosos ejemplos de piezas antiguas que guardan una banda separada del cuello. Los únicos vasos que pintó de otro tipo , noveda también, son el cuenco de fondo plano o lécane, reservado a los frisos animales, decorado con animales o con un gorgoneion en el tondo del fondo.
Utilizó asimismo el dibujo de contorno para algunos rostros de mujeres, para los dientes de león o para sus gorgonas. Desarrolló nuevas convenciones particularmente sobrias, para las figuras negras, utilizando líneas incisas dobles o triples para acentuar los trazos importantes allá´donde los animales corintios, más pequeños, no constaban más que de líneas simples. La doble líena en los hombreos de los animales devino pronto en un signo distintivo de la pintura de la cerámica ática, igual que la atebción dispensada ak detalle de los trazos y de los miembros de los animales.
Fue en partiular una maestro en el arte de la incisión de motivos de superficie en los cuerpos: cabellos, escamas, plumas o círculos.
Utilizó poco el clor blanco, salvo en las líneas de puntos al estilo corintio, y en ocasiones para la piel de los personajes femeninos; en cambio, hizo gran uso del rojo para las superficies anchas, y lo utizió en alternancia con el negro para las plumas, para los personajes masculinos y para alggunos rostros de monstruos. Tal pra´ctica podría reenviar directamente a la convención del arte egipicio que asociaba el rojo al carácter masculino, y el blanco al femenino.
Hay que destacar que la ornamentación de relleno debe su influencia a Corinto, pero se halla también en versiones de figuras negras de delicados zarcillos de palmetas que están representados en vasos protoáticos y sobre los de las islas griegas.
Los animales heráldicos representados en los vasos del Pintor de Neso son a destacar por sus amplias panzas, así como las oberturas abombadas que los decoran. Se los encuentra en los frisos de dimensión más reducida, que constan de caballos pastando, figuras raras en Corinto pero corrientes en los vasos áticos desde la época geométrica.
Sus escenas mitológicas tiene todo el aspecto monumental del arte protoático, pero Corinto le había enseñado a introducir un movimiento nuevo y sutil en sus representacioens figuradas; pudoconsagrar grandes zonas  de sus vasos a temas mitológicos e incluso en extractos de una escena de repertorio, como por ejemplo esas gorognas quye persiguen una presa ausente en el vaso que le ha ha dado su nombre. Supo aunar las mejores cualidades de tradición ateniense de pintura de vaos con los temas y técnicas importadas de Corinto.

## Ejemplos de obras

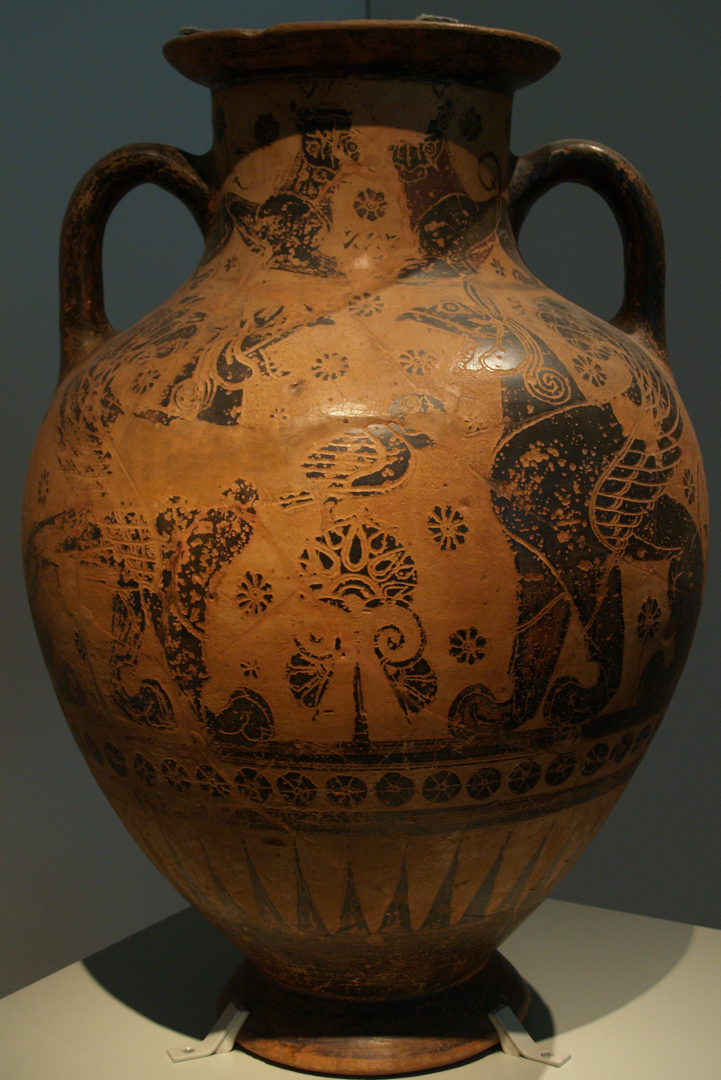
Ánfora panzuda de Berlín del Pintor de Neso, una de las ánforas panzudas más antiguas.

En el ánfora con el vaso epónimo que representa a Neso luchando contra Heracles, el pintor utiliza una iconografía como la representación de Heracles con un bigote. Esto difiere de las obras de arte que típicamente muestran a Heracles con barba y su habitual atuendo de una capa de piel de león y una máscara de león. Los nombres de Neso y Heracles están escritos sobre ellos, indicando que el artista o alguien de su taller sabía leer y escribir. El resto de la escena presenta los símbolos típicos de las rosetas tardías. Los eruditos han notado que la escena puede haber sido representada bajo el agua debido a los símbolos que aparecen sobre la imagen: patos, zig zags y espirales. El arte del vaso pone énfasis en Heracles y no muestra a Deyanira en el centro, algo que historiadores como R.M. Linders creían que se hacía para enfatizar que Heracles mataba al centauro Neso.  Otro raro ejemplo de sus obras incluiría el fragmento de ánfora de cuello de cerámica de figuras negras, descubierto en Ática, Grecia, alrededor del 620 a. C.